# Pieter Cullis
Pieter Rutter Cullis OC es un físico y bioquímico canadiense conocido por sus contribuciones al campo de las nanopartículas lipídicas (LNP). Las nanopartículas de lípidos son esenciales para las vacunas de ARNm actuales como sistema de administración. El profesor Cullis es conocido sobre todo por el desarrollo de lípidos catiónicos ionizables. Estos lípidos son capaces de formar complejos con ácidos nucleicos cargados negativamente a pH bajo (≈4,0) donde están cargados positivamente porque tienen un pKa de aproximadamente 6,4. Reducen o eliminan la toxicidad asociada a los lípidos catiónicos a pH fisiológico de 7,4 porque adoptan una carga neutra neta. Por último, permiten el escape endosomal porque se vuelven a cargar positivamente en endosomas acidificados y promueven la formación de estructuras no bicapa mediante la interacción con lípidos cargados negativamente. Estas propiedades son críticas para la función de las vacunas de ARNm y están permitiendo rápidamente la terapia génica en entornos clínicos.
Cullis cofundó varias empresas para desarrollar y comercializar tecnología LNP, incluidas Acuitas Therapeutics, Integrated Nanotherapeutics y Precision NanoSystems.

## Investigación
Cullis se doctoró en física de la Universidad de Columbia Británica y luego se trasladó a la Universidad de Oxford para trabajar como becario postdoctoral en bioquímica trabajando en RMN. Durante su estancia en Oxford, empezó a trabajar en lípidos. En la década de 1980, estableció su propio laboratorio en la Universidad de Columbia Británica y comenzó a crear bicapas lipídicas y fundó Inex Pharmaceuticals, donde investigaban formas de encapsular fármacos y ácidos nucleicos dentro de las partículas lipídicas. Trabajó en el desarrollo de Patisiran, un fármaco que utiliza ARN pequeño de interferencia administrado a través de nanopartículas lipídicas y fue aprobado por la FDA en 2018.

## Premios y Honores
- 1986: Premio Ayerst de la Sociedad Canadiense de Bioquímica
- 1991: Medalla de oro del BC Science Council en ciencias de la salud
- 2000: Premio Alec D. Bangham por contribuciones a la ciencia y tecnología de liposomas
- 2002: Premio de la Asociación de Biotecnología de BC a la Innovación y los Logros
- 2004: Elegido miembro de la Royal Society of Canada
- 2005: Premio Barré por contribuciones a las Ciencias Farmacéuticas de la Universidad de Montreal
- 2005: Premio UBC Alumni de Investigación en Ciencias y Medicina[7]
- 2011: Premio Prix Galien Canadá[8]
- 2011: Premio a la Trayectoria Bill y Marilyn Webber
- 2021: Premio Príncipe Mahidol en Medicina[9]
- 2022: Oficial de la Orden de Canadá
- 2022: Gran Premio VinFuture Prize[10]
- 2022: Fundación de Investigación de Lípidos Camurus 2021 y Premio de Ciencias de Lípidos 2020[11]
- 2022: Premio Internacional Canadá Gairdner[12]
- 2022: Premio a la Innovación del Gobernador General[13]
- 2022: Premio Tang en Ciencias Biofarmacéuticas[14]
- 2022: Premio de Distinción de Antiguos Alumnos de la UBC[15]
- 2022: Centro de Investigación de Fosfolípidos The Thudichum Life Award[16][17]
- 2022: Premio al impacto global de la Columbia Británica en ciencias de la vida[18]
- 2022: Premio Bloom Burton[19]